# ألكسندر ياكوفليف
ألكسندر ياكوفليف (بالروسية: Александр Евгеньевич Яковлев) هو رسام روسي من مواليد مدينة سانت بطرسبرغ بتاريخ 25 جوان 1887 ووفيات 12 ماي 1938 بباريس.

## روابط خارجية
- ألكسندر ياكوفليف على موقع أوليمبيديا (الإنجليزية)

- (بالروسية) Iacovleff dans l'encyclopédie Krugosvet
- (بالروسية) Iacovleff dans la bibliothèque Staratel
- (بالإنجليزية) Iacovleff à la معرض تيت